# مایک ساود
مایک ساود (انگلیسی: Mike South؛ زاده ۲۶ دسامبر ۱۹۵۷) یک بازیگر پورنوگرافی است.